# Хо Кан
Хо Кан (кит. 霍剛; 23 июля 1932, Нанкин, Китай) — китайский современный художник и каллиграф, критик, основатель авангардистского движения Тунфан.

## Биография
Родился в Нанкине, настоящее имя — Хо Сюэкан (кит. трад. 霍學剛, пиньинь Huò Xuégāng). В 6 лет переехал с семьёй на Тайвань.
После Культурной революции, во время которой многих художников преследовали по политическим мотивам, в китайском искусстве началась стагнация, завершившаяся только после реформ Дэн Сяопина. В 1956 году Хо Кан основал движение Тунфан. В 1964 уехал в Европу, жил в Италии, Франции, Бразилии, КНР.

## Художественный рынок
На аукционе Sotheby's в Гонконге в 2021 году картина Хо-Кана «Абстрактная композиция 抽象構圖» (1967), написанная маслом на холсте, была продана за 149 974 евро плюс аукционные сборы.